# 南施泰尔马克地区圣法伊特
南施泰尔马克地区圣法伊特（德語：Sankt Veit in der Südsteiermark）是奥地利施泰爾馬克州莱布尼茨县的一个市镇。该市镇于2015年由原市镇圣法伊特阿姆福高、德拉斯灵上方圣尼古拉和萨斯河畔魏恩堡合并而成。2020年，市镇穆尔费尔德被撤销，其中的一部分并入南施泰尔马克地区圣法伊特。